# Plzeňské městské dopravní podniky
Plzeňské městské dopravní podniky, a.s. (PMDP) jsou hlavní provozovatel městské hromadné dopravy v Plzni, krajském městě Plzeňského kraje.
Městská veřejná doprava je tvořena třemi trakcemi: tramvajemi, trolejbusy a autobusy. Tramvajové linky tvoří páteř městské dopravy a spojují největší předměstí s centrem města, kde je dislokováno také vlakové a autobusové nádraží. Podobnou funkci mají trolejbusové linky. Autobusové linky zajišťují dopravní obslužnost menších městských částí, propojují jednotlivá předměstí mezi sebou a tvoří tak významný doplněk tramvajovým a trolejbusovým linkám.
Barvami společnosti jsou plzeňské městské barvy, tedy barvy městského znaku. V těchto barvách je vyveden vozový park společnosti – žlutě tramvaje, zeleně trolejbusy a červeně autobusy. Dopravní podnik měl ke konci roku 2021 891 zaměstnanců a přepravil přes 100 milionů cestujících ročně.

## Historie
U zrodu městské hromadné dopravy v Plzni stál český vynálezce František Křižík. Na základě koncese, udělené městem Plzní, vybudoval mezi lety 1896–1899 elektrickou dráhu. Součástí společnosti pojmenované Elektrické dráhy v Plzni a okolí byly i elektrárny pro pohon elektrické dráhy. Původním záměrem bylo rozšíření dráhy až za hranice města. K tomu nicméně nedošlo a v průběhu první poloviny 20. století se společnost soustředila zejména na dodávky elektrického proudu pro město. Byla vybudována uhelná elektrárna v Cukrovarské ulici a vodní elektrárna v Panském mlýně (dnes již zaniklý mlýn při Mlýnské strouze).
V roce 1922 byl spuštěna malá vodní elektrárna na Radbuze na Denisově nábřeží, která slouží dodnes.
Také došlo k přejmenování společnosti na Elektrické podniky města Plzně, protože provoz dráhy byl již jen jednou z mnoha činností. Už před válkou byl ovšem předmětem podnikání společnosti také provoz autobusové dopravy.
Během války, v roce 1941, byla v Plzni zavedena trolejbusová doprava. Po válce se také oddělila část elektrárenská a část dopravní, dopravní část fungovala nově pod jménem Dopravní podniky statutárního města Plzně. Pod tímto jménem společnost fungovala nejprve jako komunální společnost, následně jako státní podnik až do roku 1998, kdy se plně dostala do rukou města a došlo k přejmenování na současné jméno.[zdroj?]

### Správní budova
Historie správní budovy dopravního podniku na Denisově nábřeží je úzce spjata s malou vodní elektrárnou, vybudovanou uvnitř ní. Tato elektrárna je zase součástí většího projektu regulace koryta řeky Radbuzy v centru Plzně. V rámci tohoto projektu, se kterým se počítalo již na konci 19. století, byla řeka napřímena, došlo ke zrušení starého Královského jezu před budovou Západočeského muzea, výstavbě Wilsonova mostu, výstavbě nového pevného jezu proti proudu řeky a konečně také ke stavbě malé vodní elektrárny v tělese tohoto nového jezu.
Od roku 1915 byla řešena stavba objektu, ve kterém měla být umístěna strojovna a akumulátorovna. K realizaci se ovšem přistoupilo až po skončení první světové války. Návrh, který navazoval na válečnou studii, vypracoval v roce 1920 známý architekt Hanuš Zápal. Tento návrh počítal s honosnou pětipodlažní budovou. V následujícím roce byl stejným architektem vypracován nový návrh, který byl notně střídmější, stále se ovšem budova výškově vyrovnala nově vznikajícím reprezentativním budovám na Anglickém a Denisově nábřeží. Nejprve byla vybudována provizorní přízemní strojovna, aby mohla být spuštěna samotná elektrárna. V roce 1926 pak byla dokončena správní budova v původním rozsahu. Po roce 1946 byla inženýrem Oldřichem Smrčkou navržena a dostavěna budova měnírny ve dvorním traktu. Při novodobé rekonstrukci v roce 2007 byl k severní fasádě přistavěn prosklený výtah.

#### Vodní elektrárna
Malá vodní elektrárna v suterénu budovy na Denisově nábřeží má instalovaný výkon 294,5 kW. Původně byla osazena Francisovou turbínou, v současnosti je instalována Kaplanova turbína. Výměna proběhla roku 1986, elektrárna ovšem od roku 1964 nebyla v provozu. V současnosti[kdy?] je elektrárna funkční a provozují ji Plzeňské městské dopravní podniky.[zdroj?]

## Veřejná doprava v Plzni
Síť městské hromadné dopravy v Plzni čítá 46 linek, které obsluhuje 326 vozů, jenž za rok 2021 najely přes 14,8 milionu kilometrů. Charakteristickým rysem veřejné dopravy v Plzni je její šetrnost k životnímu prostředí – z celkového počtu najetých kilometrů jsou téměř dvě třetiny najety vozy s elektrickou trakcí, tedy tramvajemi a trolejbusy. Autobusy navíc zajišťují dopravu převážně na periferiích města. Výhledově je snaha městskou dopravu ještě více elektrizovat, to se týká zejména výstavby nové tramvajové trati na sídliště Vinice, výstavba nových trolejbusových tratí na Severní Předměstí a plánovanému přechodu na elektrickou trakci u okružních autobusových linek 29 a 30.

## Další služby

### Plzeňská karta
Plzeňská karta je paměťová čipová karta fungující zejména jako nosič předplatného pro Integrovanou dopravu Plzeňského kraje (IDPK) a je provozována společností PMDP, a. s. Její využití se jíž rozšířilo například do knihoven, škol, plaveckých bazénů nebo sportovních areálů jako rezervační prostředek. V roce 2019 byla představena nová tzv. Virtuální plzeňská karta, kterou si uživatel jako aplikaci nahraje do svého mobilního telefonu s operačním systémem Android nebo IOS, nebo do jakékoli platební karty.
Plzeňská karta byla uvedena do provozu v květnu 2004. V té době v sobě spojovala odbavovací systém pro městskou dopravu a rezervační systém („Plzeňská vstupenka“). Postupně se její využití rozšiřovalo – je možné ji nabíjet jako elektronickou peněženku a zakoupit si jízdenku přímo ve voze, nebo je možné nahrát předplatné na určenou dobu a to jak kontaktně na pobočce nebo prostřednictvím e-shopu. Od roku 2012 slouží jako nosič jízdného také pro Integrovanou dopravu Plzeňského kraje. Plzeňskou kartu je možné propojit s IN kartou Českých drah nebo s permanentní vstupenkou FC Viktoria Plzeň. V roce 2014 byl realizován projekt Karlovarská karta a v roce 2016 projekt Mariánskolázeňská karta s obdobnými funkcemi.[zdroj?]

### Přeprava pro seniory
Pro občany starší 70 let a držitele průkazu ZTP provozuje společnost PMDP, a. s. službu Senior Expres. Tato služba nabízí přepravu po celém území města za zvýhodněnou fixovanou cenu (v roce 2023 za cenu 40 Kč). Jízda mimo území města se účtuje podle vzdálenosti, přičemž maximální vzdálenost je 20 km od hranice města. Objednávku jízdy provádí Odbor sociálních služeb magistrátu města Plzně. Pro tuto službu jsou využívány vozy Volkswagen Caddy.[zdroj?]

### Carsharing
Od září 2018 společnost PMDP, a. s. provozuje sdílená auta Karkulka. Vozový park obsahuje vozy Ford Ka+, Ford Focus kombi a Škoda Roomster typické červené barvy. Celkem v roce 2022 čítá deset vozidel.
Od provozování vlastní služby pro sdílení aut si město slibuje zpomalení trendu růstu aut ve městě. Využití vozů postupně roste a v roce 2022 přesahuje u každého vozidla čtyři hodiny denně.

### Pronájem historických vozů
PMDP nabízí také pronájem historických vozidel ze svého vozového parku. Jízdu historickým vozem je možné objednat z jakékoliv zastávky v síti městské dopravy, stejně tak výstup. Pro sváteční atmosféru je možná i výzdoba historického vozu na přání.

### Autoškola
PMDP nabízí kurzy autoškoly pro řidičské oprávnění skupin B a D. Dále lekce kondičních jízd, pravidelné profesní školení řidičů a referentské školení. Výcvikovým vozem pro skupinu B je Škoda Octavia, pro skupinu D autobus SOR NB 12.

### Ostatní
Od září 2017 jsou PMDP provozovatelem městského veřejného osvětlení v Plzni. Od roku 2018 také spravuje a provozuje světelná signalizační zařízení v Plzni – tedy světelně řízené křižovatky a samostatné světelně řízené přechody pro chodce.
Od začátku roku 2017 je společnost také správcem a provozovatelem veřejných parkovišť. Ta zahrnují dva parkovací domy – PD Rychtářka a PD Nové divadlo a několik pozemních parkovišť. Zajišťuje také provoz parkovacích zón. Ty pokrývají širší centrum města a jsou rozděleny na sedm oblastí, přičemž zóny A–D se liší cenou parkování. Ve všech zónách lze platit parkování pomocí mobilní aplikace.
- Zóna A – nejužší centrum kolem náměstí Republiky, ohraničeno sadovým okruhem a na severu Veleslavínovou ulicí
- Zóna B – oblast sadů a kolem Velké synagogy, jižním směrem zasahuje až na Americkou
- Zóna C – jižně (po železniční trať na Cheb) a východně (hranicí je Tylova a Kotkova) od centra města
- Zóna D – oblast mezi vlakovým nádražím a pivovarem
- Zóna F – asi tři ulice severně od Skvrňanské v oblasti mezi Kotkovou a odpojením Domažlické
- Zóna Roudná – celá historická zástavba
- Zóna Petrohrad – od vlakového nádraží až po Plzeneckou a Táborskou